# Hypsognathus
Hypsognathus is een monotypisch geslacht van uitgestorven reptielen uit het Laat-Trias. De enige soort die in het geslacht wordt geplaatst is Hypsognathus fenneri.

## Kenmerken
Hypsognathus werd ongeveer drieëndertig centimeter lang, en had een breed, laag lichaam met een korte staart, wat erop kon duiden dat het een traag dier was. Op de platte kop bevonden zich een aantal stekels, die waarschijnlijk dienden ter bescherming van het dier tegen aanvallers. De zijdelings geplaatste poten droegen vijf vingers.

## Leefwijze
Hypsognathus was hoogstwaarschijnlijk een herbivoor, gezien de brede tanden bij de wang, die geschikt waren voor het kauwen van plantaardig materiaal.

## Vondsten
Vondsten zijn bekend uit Noord-Amerika, met name New Jersey.